# Dzierżkowice (województwo opolskie)
Dzierżkowice (cz. Držkovice, niem. Dirschkowitz, po 1936 Dirschkenhof) – wieś w Polsce położona w województwie opolskim, w powiecie głubczyckim, w gminie Branice, na granicy z Czechami.
Leży na terenie Nadleśnictwa Prudnik (obręb Prudnik).
Dawna część miejscowości leży w granicach Czech – Držkovice (obecnie część dzielnicy Vávrovice miasta Opawa).

## Nazwa
Heinrich Adamy w swoim spisie nazw miejscowych na Śląsku wydanym w 1888 roku we Wrocławiu zalicza nazwę miejscowości do grupy nazw patronomicznych i wyprowadza ją od staropolskiego imienia założyciela oraz pierwszego właściciela Dzierżysława lub staroczeskiego Drzek, Dzierzek. Imię to złożone z dwóch członów „dzierży-” (trzymać) i „-sław” (sława) oznaczało tego, „który posiada sławę”. Adamy wymienia jako najstarszą zanotowaną po łacinie nazwę miejscowości Dirschkowitz, podając jej znaczenie „Dorf des Dirislaw” (pol. wieś Dzierżysława).

## Historia
Historycznie miejscowość leży na tzw. polskich Morawach, czyli na obszarze dawnej diecezji ołomunieckiej. Po raz pierwszy wzmiankowane zostały w 1270 roku jako Driskovic, kiedy to należało do rok wcześniej wyodrębnionego z Moraw księstwa opawskiego. Później wzmiankowane jako Dirscowicz (1377), Drzkowicz (1413).
Po wojnach śląskich znalazła się w granicach Prus i powiatu głubczyckiego. Była zamieszkała przez tzw. Morawców. W 1910 74% mieszkańców posługiwało się czeskimi gwarami laskimi. Do głosowania podczas plebiscytu na Górnym Śląsku uprawnionych było w Dzierżkowicach 307 osób, z czego 201, ok. 65,5%, stanowili mieszkańcy (w tym 180, ok. 58,6% całości, mieszkańcy urodzeni w miejscowości). Oddano 301 głosów (ok. 98,0% uprawnionych), w tym wszystkie głosy były ważne i oddane na Niemców. W granicach Polski od końca II wojny światowej. Po drugiej wojnie światowej Morawców uznano za ludność polską i pozwolono im pozostać. Po 1956 nastąpiła fala emigracji do Niemiec.
W latach 1975–1998 miejscowość administracyjnie należała do województwa opolskiego.